# Weltmeister EX5
Weltmeister EX5 – elektryczny samochód osobowy typu SUV klasy średniej produkowany pod chińską marką Weltmeister w latach 2018–2022.

## Historia i opis modelu

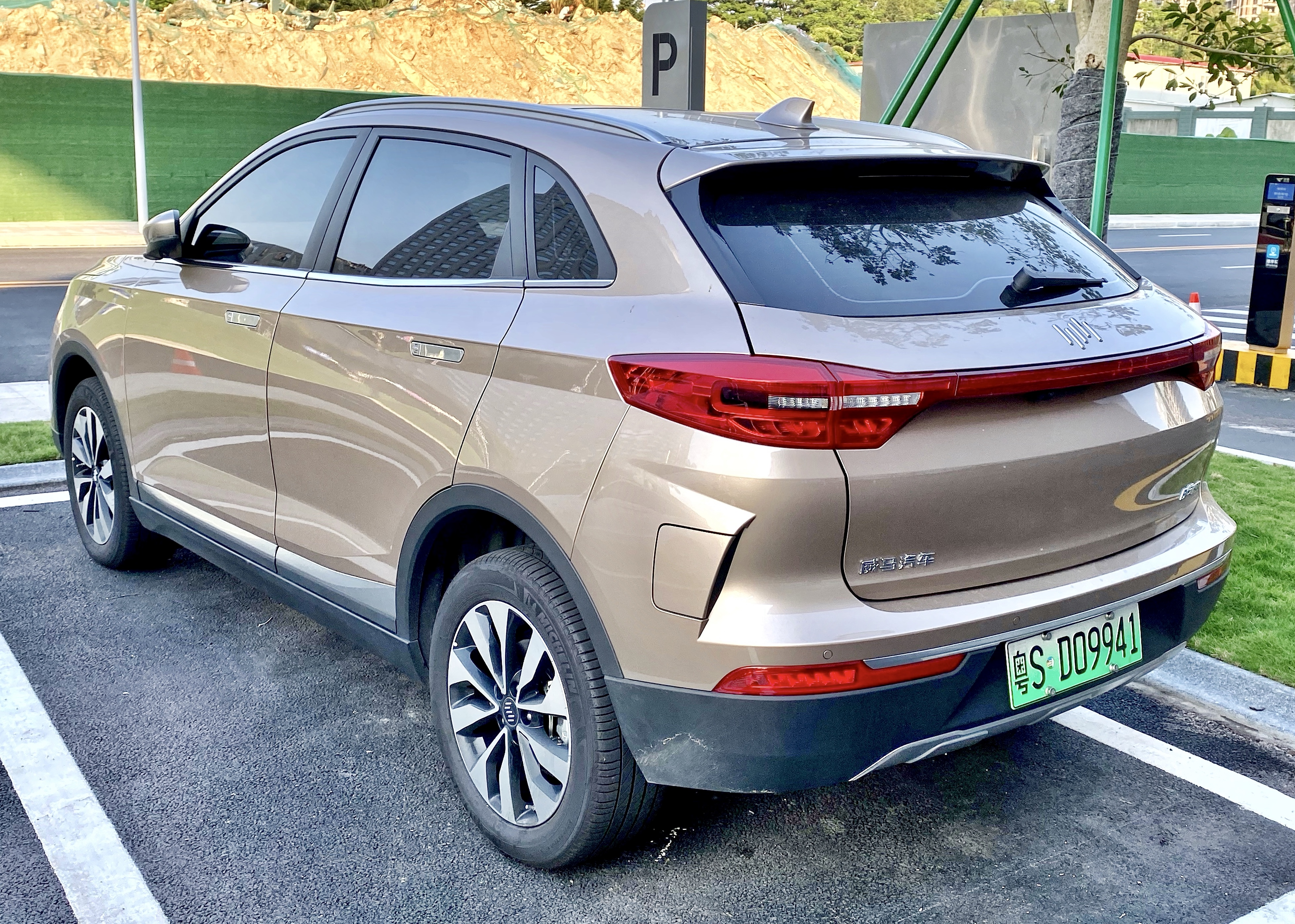
Weltmeister EX5 - tył

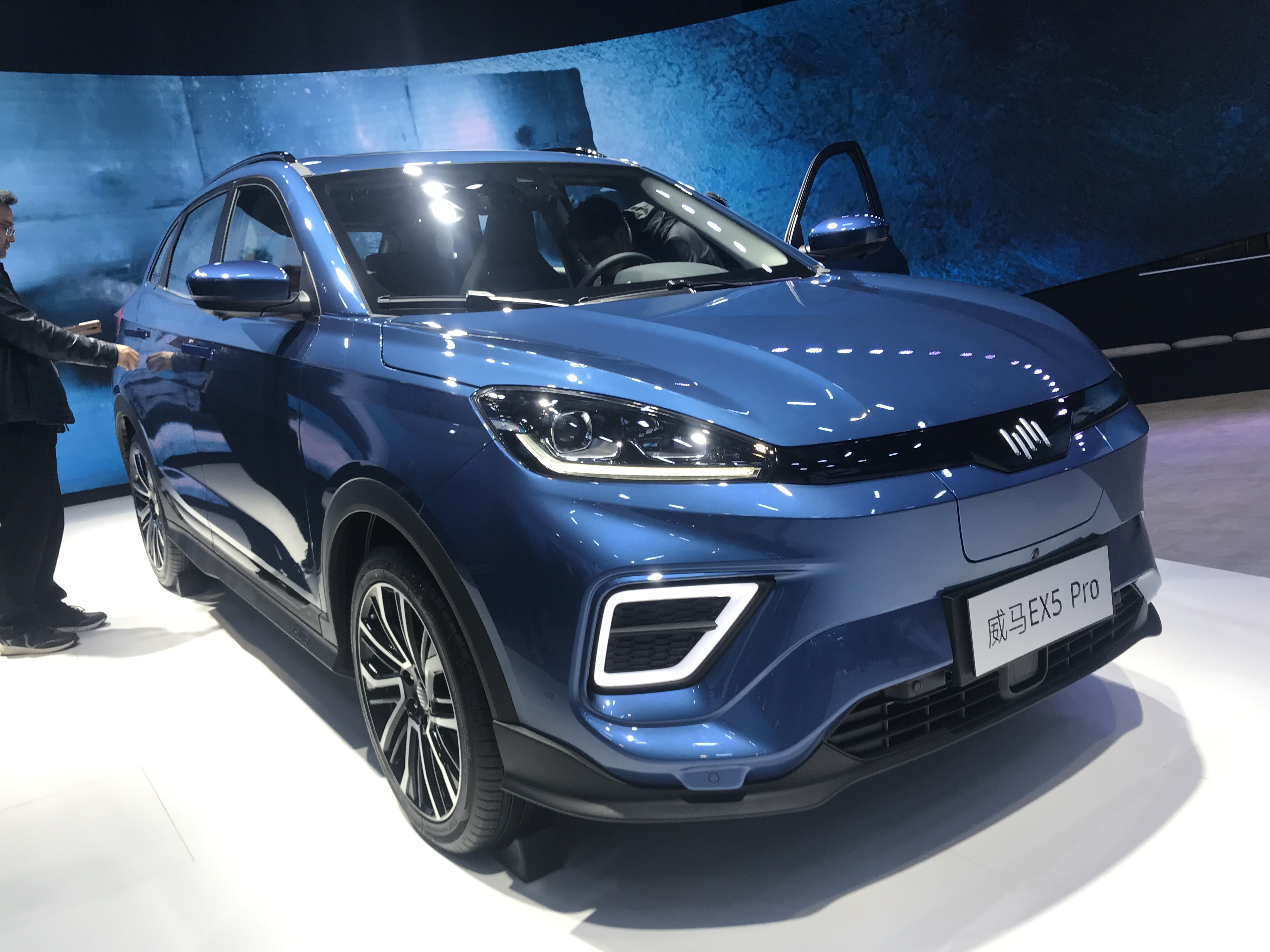
Weltmeister EX5 Pro

Po ujawinieniu pierwszych informacji z końcem 2017 roku, w maju 2018 roku podczas wystawy samochodowej Beijing Auto Show chiński startup WM Motor przedstawił swój pierwszy elektryczny samochód pod równocześnie prezentowaną marką Weltmeister. 
Model EX5 przyjął postać średniej wielkości SUV-a, prezentując język stylistyczny producenta oparty na dynamicznie zarysowanych, wąskich reflektorach wraz z wąską, czarną listwą między nimi. Wysoko poprowadzona linia okien współgra z licznymi przetłoczeniami, z kolei dominującym elementem w kabinie pasażerskiej został 12,3-calowym ekranem dotykowym do sterowania systemem multimedialnym.

### Sprzedaż
Weltmeister EX5 był samochodem produkowanym oraz sprzedawanym z przeznaczeniem dla wewnętrznego rynku chińskiego poczynając od kwietnia 2018 roku. Po 4 latach rynkowej obecności, EX5 jako najstarszy i najdłużej wytwarzany model marki Weltmeister został wycofany z produkcji z końcem 2022 roku z powodu kłopotów finansowych producenta.

### Dane techniczne
Układ elektryczy EX5 składa się z 56,9-kWh baterii, rozwijając moc 160 KM i 315 Nm maksymalnego momentu obrotowego, z kolei zasięg pojazdu na jednym ładowaniu wynosi 460 kilometrów.